# Вилья, Хуан Мануэль
Хуан Мануэль Вилья Гутьеррес (исп. Juan Manuel Villa Gutiérrez; 26 сентября 1938, Севилья — 5 января 2025, Сарагоса) — испанский футболист, полузащитник.

## Биография
Родился в Севилье 26 сентября 1938 года. В возрасте 15 лет в попытках добиться футбольного успеха переехал в Мадрид, заняв в результате неплохое место в рядах клуба Реал Мадрид. И хотя он встретился там с такими видными футболистами, как Альфредо Ди Стефано, Эктор Риаль и Ференц Пушкаш, но и сам сумел стать известным.

## Карьера
Вступив в 15-летнем возрасте в юношескую команду Plus Ultra, дочернюю команду клуба Реал Мадрид, Вилья впервые дебютировал как профессиональный футболист в 1959 году, выступив за клуб Реал Мадрид Кастилья. Позднее он сыграл за Реал Мадрид, Реал Сосьедад и 9 сезонов за Реал Сарагоса (в 1962—1971 годах), уйдя на пенсию в 1971 году.
Также он выиграл три кубка за Испанию в 1964 году.

### Смерть
Умер 5 января 2025 года в возрасте 86 лет.

## Выступления за клубы
- 1959—1960: Plus Ultra
- 1960—1961: Реал Мадрид
- 1961—1962: Реал Сосьедад
- 1962—1971: Реал Сарагоса

## Достижения
- Обладатель Кубка Испании: 1965, 1966
- Обладатель Кубка Ярмарок: 1965